# Anna Szakiel
Anna Teresa Szakiel – polska biolog, dr hab. nauk biologicznych, profesor uczelni i dyrektor Instytutu Biochemii Wydziału Biologii Uniwersytetu Warszawskiego.

## Życiorys
W 2013 habilitowała się na podstawie pracy zatytułowanej Triterpenoidy występujące w borówce brusznicy Vaccinium vitis-idaea i borówce czernicy Vaccinium myrtillus - identyfikacja, zmienność geograficzna, oddziaływania środowiskowe. Została zatrudniona na stanowisku profesora uczelni i dyrektora w Instytucie Biochemii na Wydziale Biologii Uniwersytetu Warszawskiego.
Jest członkiem Rady Dyscypliny Naukowej – Nauk Biologicznych Uniwersytetu Warszawskiego.